# Lecques
Lecques é uma comuna francesa na região administrativa de Occitânia, no departamento de Gard. Estende-se por uma área de 5,2 km². Em 2010 a comuna tinha 475 habitantes (densidade: 91,3 hab./km²).